# Barney McKenna
Bernard Noël McKenna (16. december 1939 i Donnycarney – 5. april 2012 i Howth), kendt som Barney McKenna eller Banjo Barney McKenna, var en irsk musiker. Han var en af grundlæggerne af folkemusikgruppen The Dubliners, og han var ved sin død den eneste tilbageværende af de oprindelige medlemmer af gruppen. McKenna spillede banjo, violin, mandolin og akkordeon og var især kendt som banjospiller.

## Opvækst
Barney McKenna blev født i DonnyCarney, County Dublin, Irland i 1939. Hans forældre var fra Ulster og havde begge en musikalsk baggrund. McKenna begyndte at spille banjo i en tidlig alder, da han ikke havde råd til at købe det instrument han virkelig ønskede sig – en mandolin.
I en alder af 14 var han allerede så dygtig til at spille banjo at han gjorde andre musikere til skamme.
Pga. sit dårlige syn blev han vraget til hæren. I stedet spillede han i flåden. Han har også spillet nogle få måneder med The Chieftains inden han mødte Ronnie Drew på O'Donoghue's Pub og dannede The Dubliners. Udover hans arbejde med traditionelt irsk musik spillede han også jazz.

## Karriere
Barney brugte en GDAE tunet tenorbanjo og er ifølge Mick Moloney ansvarlig for at have gjort den GDAE tunede tenor banjoen til standard i irsk musik.
Barney var elsket blandt publikum for sin lune humor og fik nogle af de højeste og længste applauser, når han gik på scenen og efter melodier og sange som han udførte. Han var kendt for sine uakkompagnerede udgaver af "South Australia" og "I Wish I Had Someone To Love Me". Sidstnævnte præsenterede han ofte som "en kærlighedssang som man kan synge for babyer og teenagere... og for voksne mennesker.. og for ældre borgere". Ligeledes sagde han ofte "For dem af Jer, som ikke har hørt den før, så bliver dette her den første gang". Når han fortalte om de sange og melodier han spillede kunne også finde på at sige "hvis I ikke kan forstå hvad jeg siger, så lytter I ikke hurtigt nok."
Til sine banjosoloer som f.eks. "The Maid Behind the Bar", "The High Reel" og "The Mason's Apron" blev han ofte akkompagneret af Eamonn Campbell på guitar.
En anden fast del af hans optræden med The Dubliners var mandolinduetter med John Sheahan. Ofte spillede Eamonn Campbell med på guitar. Ofte ville McKenna indlede med ordene "dette er en irsk duet, så vi er tre til at spille den".
Barney's tendens til at fortælle morsomme og ofte ganske utroværdige historier var legendarisk blandt The Dubliners fans og venner. Disse anekdoter blev kendt som Barneyisms og Barney's ven og tidligere medlem af The Dubliners Jim McCann har samlet dem i en bog.

## Privat
Han blev gift med en hollænderen Joka nee Oldert i Dublin i 1965. Joka var kommet til Irland for at arbejde og mødte Barney i den lille fiskerby Howth. Parret bosatte sig siden i byen.
Barney var glad for at sejle og når han ikke turnerede med The Dubliners brugte han meget tid på at sejle.. Når gruppen optrådte sang flere sange om fiskeri og sømandssange. Han var også glad for mad, så da han en morgen på en turne i Tyskland ikke dukkede op til morgenmaden affødte en del kommentarer fra de andre. Da han langt om længe dukkede op bemærkede Jim McCann at han måtte have sovet godt, for han kunne høre ham snorke, da han gik forbi hans værelse. Til dette svarede Barney "Åh jeg sov fantastisk... Jeg åbnede ikke et øje"
Barney McKenna havde en søster og en bror ved navn Marie og Seán, der begge lever endnu.

## Død
Barney McKenna døde uventet om morgenen d. 5. april 2012 i køkkenet i sit hjem i Howth. Hans ven og kollega Michael Howard var på besøg til en kop the og sagde at "Det er en trøst for mig, at han døde meget fredeligt siddende ved sit eget køkkenbord med en kop te og en snak."
Eamonn Campbell udtalte om Barney's død "Sikke en fantastisk måde at dø på".
Han blev begravet på St Loman's Cemetery i Trim, County Meath d. 9. aptril 2012.
The Dubliners gennemførte alligevel den forestående turné i Danmark, der startede d. 18. april. Banjospilleren Gerry O'Connor trådte ind i stedet for Barney på denne turné.

## Diskografi
Udover at have medvirket på alle The Dubliners albummer fra oprettelsen til sin død, har McKenna været gæsteoptrædende på en række plader.
- 1964 The Hoot'nanny Show – Volume Two – diverse kunstnere. Corrie Folk Trio og Paddie Bell m.fl. Barney McKenna: banjo
- 1965 Fleá Ceoil – diverse kunstnere. David Hammond m.fl. Barney McKenna: banjo og Ronnie Drew: guitar
- 1966 Ulster's Flowery Vale – diverse kunstnere. David Hammond, Sarah Makem m.fl. Barney McKenna: banjo
- 1976 Christy Moore – Christy Moore, Barney McKenna: banjo
- 1977 Good Friends-Good Music – The Boys of the Lough, Barney McKenna: banjo
- 1987 In Our Own Time – John Sheahan og Michael Howard. Barney McKenna: mandolin
- 1994[12] The Snake – Shane MacGowan and the Popes, Barney McKenna: banjo
- 1996 Common Ground- Voices of Modern Irish Music – diverse kunstnere. Paul Brady, Dónal Lunny, Andy Irvine, Christy Moore, Barney McKenna: banjo
- 1997 Magic Power – The Wild Irish Lasses, Barney McKenna: banjo, Seán Cannon: guitar
- 2000 Water from the Well – The Chieftains, Barney McKenna: banjo